# Nayón
Nayón ist ein östlicher Vorort der ecuadorianischen Hauptstadt Quito und eine Parroquia rural („ländliches Kirchspiel“) in der Provinz Pichincha. Die Parroquia Nayón gehört zur Verwaltungszone Eugenio Espejo. Die Parroquia besitzt eine Fläche von 16,11 km². Die Einwohnerzahl lag im Jahr 2010 bei 15.635. 

## Lage
Die Parroquia Nayón liegt in den Anden im Ballungsraum von Quito. Der 2597 m hoch gelegene Hauptort befindet sich 10,5 km nordöstlich vom Stadtzentrum von Quito. 
Die Parroquia Nayón grenzt im Westen an das Municipio von Quito, im Norden an die Parroquia Zámbiza, im Osten an die Parroquia Tumbaco sowie im Süden an die Parroquia Cumbayá.

## Geschichte
Die Parroquia rural Nayón wurde am 17. Juni 1935 mit dem Namen "Santa Ana de Nayón" gegründet. Zuvor gehörte Nayón politisch zu der Parroquia Zámbiza.